# Grotte de Nelson Bay
La grotte de Nelson Bay, également connue sous le nom de grotte de Wagenaar, est un site archéologique datant de l'âge de pierre situé dans la réserve naturelle de Robberg sur la péninsule de Robberg et face à Nelson Bay près de Plettenberg Bay en Afrique du Sud, et montrant des preuves d’une occupation humaine il y a 125 000 ans.

## Géographie
La grotte, orientée au sud, est de forme rectangulaire. Elle mesure environ 18 mètres de largeur sur 35 mètres de profondeur, elle est en grès quartzique et en quartz, et son ouverture est à 19 à 21 mètres au-dessus du niveau de la mer.

## Histoire
La grotte fournit un riche matériel archéologique couvrant son occupation intermittente depuis le Middle Stone Age et le Later Stone Age datant de quelques centaines à plus de 125 000 ans AP. La caverne a été abandonnée entre 40 000 et 20 000 ans AP pendant la dernière période glaciaire quand le niveau de la mer a chuté d’environ 130 mètres, repoussant la côte à environ 100 kilomètres d'ici. De 22 000 à 14 000 ans avant notre ère, des prairies recouvraient le plateau côtier dans la région de Plettenberg Bay, sans forêt persistante. Les animaux qui parcouraient ces prairies comprenaient le buffle géant, un équidé proche des qwagga, des springboks et des antilopes Alcelaphinae : blesboks/bonteboks, des gnous. Les os de tous ces herbivores ont été trouvés dans les amas coquilliers de la grotte.